# Ija
Ija (rusky Ия) je řeka v Irkutské oblasti v Rusku. Je 486 km dlouhá. Povodí má rozlohu 18 100 km².

## Průběh toku
Pramení na severních svazích Východních Sajan. Na horním toku má horský charakter, níže se dolina řeky rozšiřuje a tok se zklidňuje. Ústí do Okinského zálivu Bratské přehradní nádrže, která byla vybudovaná na Angaře v povodí Jeniseje. Záliv přehrady, jenž vznikl v údolí řeky, je dlouhý více než 320 km.

### Přítoky
- zprava – Kirej
- zleva – Ikej, Ilir

## Vodní režim
Zdrojem vody jsou převážně dešťové srážky. Průměrný průtok vody u města Tulun ve vzdálenosti 119 km od ústí činí 149 m³/s. Zamrzá na konci října až na začátku listopadu a rozmrzá na konci dubna až na začátku května.